# 亚亚 (俄罗斯)
亚亚（羅馬化：Yaya）是俄罗斯克麦罗沃州的市级镇、亚亚区行政中心及最大聚居地，也是该区唯一的市级镇。位于鄂毕河流域内丘雷姆河支流亚亚河畔，地处克麦罗沃州北部，在州府克麦罗沃东北方。
旧称扎尔科夫卡（Жарковка），现名来自于流经该地的亚亚河。该地2021年人口有10,192人；2010年人口11,688；2002年人口13,575；1989年人口14,280。